# 387. Infanterie-Division (Wehrmacht)
Die 387. Infanterie-Division war ein militärischer Großverband der Wehrmacht im Deutschen Reich.

## Geschichte

### Aufstellung
Die Division wurde am 1. Februar 1942 auf dem Truppenübungsplatz Döllersheim bei Allentsteig in Niederösterreich als eine von fünf sogenannten „Rheingold-Divisionen“ der 18. Aufstellungswelle aus Ersatztruppenteilen der Wehrkreise V, VII und XVIII aufgestellt.

### Verlegung an die Ostfront
Nach Verlegung der Division an die Ostfront nahm sie im Verband der 2. Armee an den Kämpfen im Raum nordostwärts Kursk, dem Angriff auf Stary Oskol und dem Vorstoß nach Woronesch teil. Hier blieb sie bis zum Jahresende im Einsatz, als sie zur südlich entlang des Don stehenden ungarischen 2. Armee verlegt wurde. Sie kam dabei beim deutschen XXIV. Panzerkorps zum Einsatz. 

### Vernichtung 1943
Während der sowjetischen Operation Ostrogoschsk-Rossosch im Rahmen der Woronesch-Charkiwer Operation wurde die 387. Infanterie-Division bei den Rückzugskämpfen im Raum bei Rossosch, Nowaja Kalitwa, Michailowka und Kuliowka nahezu vollständig aufgerieben.

### Wiederaufstellung unter Verwendung der Reste der 298. und 385. ID
Nach ihrer Zerschlagung wurden die Reste der Division im Februar 1943 bei Krementschug gesammelt. Zusammen mit den Resten der 298. und der 385. Infanterie-Division wurde die Division neu gebildet.

### Abwehrkämpfe in Südrussland
Der weitere Einsatz der Division erfolgte in den Abwehrkämpfen im Raum Isjum und bei den Rückzugskämpfen zum Dnjepr bei Dnjepropetrowsk als Teil der 1. Panzerarmee. Hier kämpfte sie im Brückenkopf von Dnjepropetrowsk und bei Kriwoi Rog. Anfang 1944 bei der 6. Armee im Brückenkopf von Nikopol eingesetzt.

### Vernichtung 1944
In die schweren Rückzugskämpfe im Zuge der Nikopol-Kriwoi Roger Operation über den Ingulez verwickelt, wurde sie zum zweiten Mal zerschlagen.

### Verwendung der Reste der Division
Am 13. März 1944 wurden die Reste der 387. Infanterie-Division bei Beresnegowatoje zur Divisionsgruppe 387 in Regimentsstärke zusammengefasst, die der 258. Infanterie-Division unterstellt wurde. Der bisherige Divisionsstab wurde nach der Auflösung der Division zur Neuaufstellung der auf der Krim vernichteten 98. Infanterie-Division verwendet.
| Zeitraum                     | Armeekorps       | Armee           | Heeresgruppe | Raum         |
| ---------------------------- | ---------------- | --------------- | ------------ | ------------ |
| Februar 1942                 | in Aufstellung   |                 | OKH          | Döllersheim  |
| April 1942                   | in Zuführung     |                 | Süd          | Kursk        |
| Mai bis Juni 1942            | III. ungarisches | 2.              | Süd          | Kursk        |
| Juli 1942                    | VII              | 2.              | Süd          | Woronesch    |
| August bis November 1942     | VII              | 2.              | B            | Woronesch    |
| Dezember 1942                |                  | 2. ungarische   | B            | Don-Bogen    |
| Januar 1943                  | XXIV             | 8. italienische | B            | Don-Bogen    |
| Februar 1943                 | XXIV             | Lanz            | B            | Rossosch     |
| März bis Mai 1943            |                  | z. Vfg.         | Süd          | Krementschug |
| Mai bis August 1943          | XXX              | 1. Pz           | Süd          | Donez, Isjum |
| August bis Oktober 1943      | XXXX             | 1. Pz           | Süd          | Donez, Isjum |
| Oktober 1943 bis Januar 1944 | XXX              | 1. Pz           | Süd          | Kriwoi Rog   |
| Januar 1944                  | XXX              | 6.              | Süd          | Nikopol      |
| Februar bis März 1944        | XVII             | 6.              | Süd          | Nikopol      |

## Einsätze und Einsatzräume
| Zeitraum                      | Raum                                                       | Anmerkung |
| ----------------------------- | ---------------------------------------------------------- | --- |
| Februar bis Mai 1942          | Döllersheim                                                | Aufstellung |
| April bis Juni 1942           | Raum Seminowka nördlich Kursk                              | Bereitstellung |
| 25.–30. Juni 1942             | Pogoskeje                                                  | Feuertaufe |
| Juli bis November 1942        | Raum Woronesch / Brückenkopf                               | Abwehrschlacht bei Lebjaskj |
| 17. August 1942               | Kawerja (?) bei Woronesch                                  | |
| Dezember 1942 bis Januar 1943 | Donbogen                                                   | Zerschlagung bei den Kämpfen im Raum Rossosch – Nowo Kalitwa – Michailowka |
| 12. Januar 1943               | Donbogen                                                   | 12. Kp./IR 543/387 ID – Ort: Ewdokiyevka (Jewdokijewka)/Mitrofanovka (Mitrovanoka)                                                                                            |
| 16.–18. Januar 1943           | Donbogen                                                   | Rückzugsbewegungen über die Tschernaja Kalitwa mit dem Ziel, sich in Richtung Westen abzusetzen – eine Bresche wird in den bereits geschlossenen Einkesselungsring geschlagen |
| 19. Januar 1943               | Donbogen                                                   | Stäbe des Alpinikorps, des XXIV. Panzerkorps und der Division « Tridentina » versammeln sich in der Kolchose Opyt                                                             |
| 20. Januar 1943, morgens      | Donbogen                                                   | Rückzug unter schweren Angriffen nach Postojalyi |
| 20. Januar 1943, abends       | Donbogen                                                   | Schwere Gefechte bei Karajschnik an der Rollbahn Rossosch – Nikolajewka. Rückzugsgefechte bei Scheljakino                                                                     |
| 22. Januar 1943               | Donbogen, Nowo Postojalowka – Sowchose Lenissnitschansckij | Zerschlagung der 387. ID., das Führer-Begleit Btl. und die SS-Division Fegelein                                                                                               |
| Januar bis Februar 1943       |                                                            | Rückzugskämpfe der Reste über Waluiki, Charkow, Poltawa zum Dnjepr-Brückenkopf Krementschug                                                                                   |
| Februar bis April 1943        |                                                            | Neuaufstellung aus Resten der 298 ID (Gren.Rgt. 525), 385 ID (Gren.Rgt.537) und 387 ID (Gren.Rgt. 542)                                                                        |
| Mai bis Juni 1943             | Donez-Brückenkopf                                          | Einsatz bei Lissitschansk |
| Juli bis August 1943          | Donez-Brückenkopf                                          | Einsatz bei Isjum |
| September bis Dezember 1943   | Rückzugskämpfe am Dnjepr                                   | Abwehrkämpfe zwischen Dnjepropetrowsk und Kriwoj Rog |
| Januar bis Februar 1944       | Brückenkopf Nikopol                                        | Abwehrkämpfe |
| März 1944                     | Rückzug über Apostolowo hinter den Ingulez                 | Auflösung der dezimierten Division im Raum Beresnegowatny. (Verst.Gren.Rgt. 542 wird als „Rgts.Gru.542“ der 258. I.D. unterstellt und im August 44 am Pruth vernichtet)       |

## Gliederung
- Infanterie-Regiment 541
- Infanterie-Regiment 542
- Infanterie-Regiment 543
- Artillerie-Regiment 387
- Aufklärungsabteilung 387
- Panzerjäger-Abteilung 387
- Pionier-Bataillon 387
- Nachrichten-Abteilung 387
- Kommandeur der Nachschubtruppen 387

Die Infanterieregimenter wurden im Oktober 1942 in Grenadierregimenter umbenannt.
In den Kämpfen am Don wurde die Division bis auf Reste vernichtet und bildete mit Befehl vom 17. Februar 1943 mit den Resten der 385. Infanterie-Division einen Kampfverband in Größe eines verstärkten Grenadierregiments. Überzählige Teile der alten Division waren dabei zur Neuaufstellung der in Stalingrad vernichteten 79. Infanterie-Division und 295. Infanterie-Division und 100. Jäger-Division abzugeben.
Mit Befehl vom 25. März 1943 wurde die Neuaufstellung der Division aus den Resten der 298., 385. und 387. ID angeordnet. Nach der Neuaufstellung nahm die Division folgende Gliederung ein:
- Grenadier-Regiment 525 (von 298. ID)
- Grenadier-Regiment 537 (von 385. ID)
- Grenadier-Regiment 542
- Artillerie-Regiment 387
- Füsilier-Bataillon 387
- Feldersatz-Bataillon 387
- Panzerjäger-Abteilung 387
- Pionier-Bataillon 387
- Nachrichten-Abteilung 387
- Kommandeur der Nachschubtruppen 387

Die Division wurde am 13. März 1944 aufgelöst, die Reste bildeten die Divisionsgruppe 387, die der 258. Infanterie-Division unterstellt wurde.

## Kommandeure
| Dienstgrad      | Name                    | Zeitraum                            |
| --------------- | ----------------------- | ----------------------------------- |
| Generalleutnant | Arno Jahr               | 1. Februar 1942 bis 21. Januar 1943 |
| Oberst          | Kurt Gerok              | 21. Januar bis 15. Februar 1943     |
| Oberst          | Eberhard von Schuckmann | 15. Februar bis 6. Mai 1943         |
| Generalmajor    | Erwin Menny             | 6. Mai bis 10. Juli 1943            |
| Generalmajor    | Eberhard von Schuckmann | 10. Juli bis 13. Oktober 1943       |
| Oberst          | Werner von Eichstädt    | 13. Oktober bis 24. Dezember 1943   |
| Generalmajor    | Eberhard von Schuckmann | 24. Dezember 1943 bis 13. März 1944 |

## Einzelschicksale
Viele Soldaten der 387. Infanterie-Division haben ihren Einsatz nicht überlebt. Die Deutsche Dienststelle (WAST) in Berlin gibt Auskunft über Gefallene der ehemaligen deutschen Wehrmacht und ehemalige Angehörige der Wehrmacht. Im Lesesaal des Bundesarchiv-Militärarchiv in Freiburg sind Militärkarten, Einheiten, Kriegstagebücher der Einheiten einsehbar. Grablagen von Gefallenen und Daten zu Vermissten sind beim Volksbund Deutsche Kriegsgräberfürsorge in Kassel online nach Name des Toten gespeichert. Eine zusammenfassende Darstellung zu den Verlusten der 387. Infanterie-Division ist daraus jedoch nicht ableitbar.